# Ширк
Ширк (араб. شرك‎ «язычество, политеизм») в исламе — буквально: придание Аллаху товарищей (равных) или поклонение кому-либо помимо Аллаха; часто переводится как многобожие. Следствие и одно из основных проявлений куфра. Является, согласно вере мусульман, величайшим грехом, которого Аллах никогда не простит, если делающий данное действо не покается, узнав о том, что это является грехом.
Му́шрик (араб. مُشْرِك‎) — носитель ширка, но не каждый совершающий ширк является мушриком: для этого есть строгие условия, эта тема в мусульманском богословии называется такфир.
Ширк с точки зрения мусульман делится на большой и малый. Большой ширк выводит из ислама, и к нему относится такое действие, как поклонение кому-либо, кроме Аллаха, одним из видов поклонения, который узаконил Аллах, а также колдовство и др. Малый ширк — это подобие больших грехов, например, рия (показное совершение благих дел), клятва не Аллахом и тому подобное.

## Определение ширка (многобожия)
Слово «ширк» в буквальном смысле означает «уравнивание двух вещей». В шариате же под ширком подразумевается равнение Аллаха и его творений в том, что считается особенностью одного только Бога. С этой позиции ширк можно разделить на три вида:
1. Ширк в «господстве» (ар-рубуби́йя) Аллаха. То есть приписывание созданиям качеств, свойственных только Господу Богу (сотворение, умерщвление, управление Вселенной и т. п.).
2. Ширк в именах и атрибутах (аль-асма́ ва-с-сифа́т) Аллаха. То есть наречение творений одним из имён или качеств Аллаха, описанных в Коране или сунне Мухаммеда.
3. Ширк в поклонении (аль-убуди́йя) Аллаху. То есть совершение намаза, поста или любого другого поклонения не Аллаху. В исламе достойным поклонения считается только Аллах (Всевышний Бог).

## Ширк в священных текстах ислама
И Коран, и сунна пророка Мухаммеда содержат очень много упоминаний о ширке, о божественном наказании за его совершение и о печальном конце мушриков в Судный день. Коран содержит аяты, в которых ширк описывается как «непростительный» и самый тяжкий из всех возможных грехов:

Воистину, Аллах не прощает, когда к нему приобщают сотоварищей, но прощает все остальные (или менее тяжкие) грехи, кому пожелает— Сура Ан-Ниса, 48 аят

Тебе и твоим предшественникам уже было внушено: «Если ты станешь приобщать сотоварищей, то тщетными будут твои деяния и ты непременно окажешься одним из потерпевших убыток».— Сура Аз-Зумар, 65 аят

Не ешьте из того, над чем не было произнесено имя Аллаха, ибо это есть нечестие. Воистину, дьяволы внушают своим помощникам препираться с вами. Если вы станете повиноваться им, то окажетесь многобожниками.— Коран, сура аль-Анам, аят №121

## Причины возникновения ширка
Согласно Корану и преданиям от пророка Мухаммеда, ширк впервые появился во времена пророка Нуха (библ. Ной). Причиной появления многобожия в этой среде стало излишнее почитание уже умерших праведников (их имена: Вадд, Сува, Йагус, Йаук и Наср), которое в конечном счёте привело к поклонению им. В Коране говорится:

Они сказали: «Не отрекайтесь от ваших богов: Вадда, Сувы, Йагуса, Йаука и Насра». Не приумножай же беззаконникам ничего, кроме заблуждения!— Сура Нух, 23—24
Причина этого явления разъясняется в хадисе от Ибн Аббаса:

Идолы, которым поклонялся народ Нуха, позднее появились в среде арабов. Вадду поклонялось племя Килаб в Даумат аль-Джандале, Суве — племя Хузейл. Йагусу сначала поклонялось племя Мурад, а затем — Бану Гатыф в местечке Джауф, возле Сабы. Йауку поклонялось племя Хамдан, а Наср находился у химьяритов, в семье Зуль-Кила. Именами этих идолов звали праведных мужей из народа Нуха. Когда они умерли, сатана внушил их соплеменникам воздвигнуть истуканов в местах, где они часто сидели, и назвать этих истуканов их именами. Они сделали это, но тогда никто ещё не поклонялся им. Когда же это поколение умерло и исчезло знание, им стали поклоняться.— Сахих аль-Бухари, хадис №4920